# 금곡동 (남양주시)
금곡동(金谷洞)은 대한민국 경기도 남양주시에 있는 법정동이자 행정동이다.

## 개요
금곡동은 남양주시청 제1청사가 위치한 곳이며, 남양주시 중앙에 위치해 있다. 이곳은 예전에 철을 파낸 곳이라 하여 ‘쇠푼’ 즉 ‘금곡’이라 불렸다.

## 연혁
- 1466년~1914년 3월 31일 : 양주목 금촌면 금곡리
- 1914년 4월 1일: 금촌면 일패리와 건천면 송정리 일부를 병합하여 금곡리라 하고 미금면에 편제되었다.
- 1989년 1월 1일: 미금시로 분리 승격되면서 금곡리가 금곡동으로 전환되었다.[2]
- 2017년 2월 6일: 금곡동과 양정동을 관할하는 금곡·양정 행정복지센터가 개청하였다.[3]

## 법정동
- 금곡동

## 교육기관
- 금곡초등학교
- 동곡초등학교
- 금곡중학교
- 금곡고등학교

## 교통
- ● 수도권 전철 경춘선
  - 금곡역